# Georg Ludwig II. zu Erbach-Schönberg
Georg Ludwig II. Graf zu Erbach-Schönberg (* 27. Januar 1723 in Schönberg; † 11. Februar 1777 in Plön) war ein regierender Graf aus dem Haus Erbach-Schönberg sowie Ritter des russischen Alexander-Newski-Ordens.

## Leben
Seine Eltern waren der Graf Georg August zu Erbach-Schönberg (1691–1758) und dessen Ehefrau Gräfin Ferdinande Henriette zu Stolberg-Gedern (1699–1750).
Er verlebte die Jugendjahre in Schönberg und kam 1739 zu Ausbildung in die Erziehungsanstalt Kloster Berge, anschließend wechselte er 1742 auf die Universität Halle. Nach seinem Abschluss machte er mehrere große Reisen nach Holland und Frankreich. Als sein Vater 1758 verstarb, kehrte er als regierender Graf nach Erbach zurück.
Er heiratete am 11. November 1764 in Plön die Prinzessin Friederike Sophie Charlotte von Schleswig-Holstein-Sonderburg (* 18. November 1736; † 4. Januar 1769), eine Tochter des Herzogs Friedrich Karl zu Schleswig-Holstein-Sonderburg-Plön. Der Ehe entstammt eine am 22. November 1766 totgeborene Tochter. Die Gräfin starb zusammen mit dem zweiten Kind.
Der Graf heiratete nicht wieder und starb am 11. Februar 1777 in Plön. Seine Leiche wurde nach Gronau überführt und in der Familiengruft beigesetzt.